# Molophilus (Molophilus) multispinosus
Molophilus (Molophilus) multispinosus is een tweevleugelige uit de familie steltmuggen (Limoniidae). De soort komt voor in het Australaziatisch gebied.